# Æ

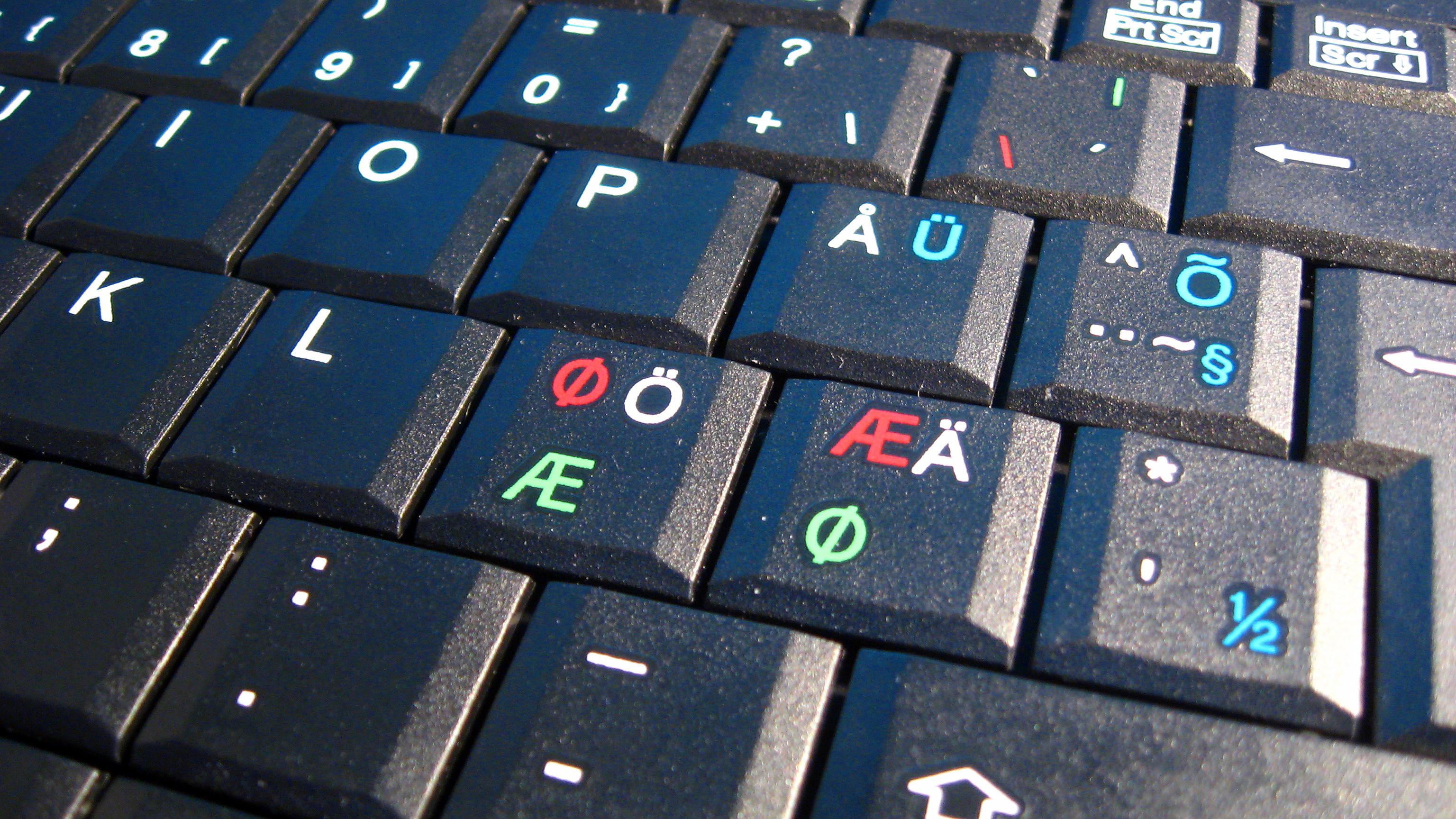
Znak æ na klawiaturze komputera

Æ, æ – litera alfabetu łacińskiego powstała jako ligatura liter a i e. Używana często w łacińskich tekstach na oddanie częstej w łacinie grupy ae. Często używana w językach staroangielskim, islandzkim, duńskim, norweskim i farerskim. Jako litera staroangielskiego alfabetu niegdyś nazywana była æsc („ash tree”) od anglosaskiej runy . Jej aktualna angielska nazwa to ash.

## Języki

### Łacina
W klasycznej łacinie kombinacja AE oznacza dyftong [ae̯], który ma wartość podobną do długiego i w angielskim słowie fine, wymawianego w większości Dialektów współczesnego języka angielskiego. Zarówno klasyczna, jak i obecna praktyka polega na pisaniu liter osobno, ale Ligatura (pismo) używano w pismach średniowiecznych i wczesnych nowożytnych, po części dlatego, że w czasach Cesarstwa Rzymskiego æ zostało zredukowane do prostej samogłoski [ ɛ ]. W niektórych średniowiecznych pismach ligatura została uproszczona do ę, e z ogonkiem, zwanego e caudata (łac. „ogoniaste e”). Zostało to jeszcze bardziej uproszczone do zwykłego e, na które mogła mieć wpływ zmiana wymowy lub pod jej wpływem. Jednak ligatura jest nadal stosunkowo powszechna w księgach liturgicznych i partyturach muzycznych.

### Francuski
We współczesnym alfabecie francuskim æ (zwane e-dans-l'a, „e w a”) jest używane do zapisu zapożyczeń łacińskich i greckich, takich jak Curriculum vitæ, et cætera, ex æquo, tænia i imię Lætitia. Nawiązanie do tego występuje w tytule piosenki Serge'a Gainsbourga Elaeudanla Téïtéïa, będącej interpretacją sposobu przeliterowania imienia Lætitia po francusku: „L, E dans l'A, T, I, T, I, A”.

### Angielski
W języku angielskim użycie ligatury różni się w zależności od miejsca i kontekstu, ale jest dość rzadkie. We współczesnej typografii, jeśli ograniczenia technologiczne utrudniają użycie æ (na przykład w przypadku maszyn do pisania, telegrafów lub ASCII), zamiast tego często używa się dwuznaku ae.
W Stanach Zjednoczonych w wielu przypadkach pomija się kwestię ligatury poprzez użycie uproszczonej pisowni z „e”, jak to miało miejsce również w przypadku œ. Sposób użycia może się jednak różnić; na przykład medieval jest obecnie bardziej powszechne niż mediaeval (i obecnie staromodne mediæval), nawet w Wielkiej Brytanii, ale archaeology jest preferowaną formą w stosunku do archeology, nawet w USA.
Ze względu na ich długą historię ligatury są czasami używane do ukazania archaizmu lub dosłownych cytatów ze źródeł historycznych; na przykład w tych kontekstach często zapisuje się w ten sposób słowa takie jak dæmon i æther.
Ligatura jest widoczna na nagrobkach z XIX wieku, skrót od ætate („w wieku (o)”): „Æ xxYs, yyMs, zzDs”. Jest również powszechny w typografii formalnej (zaproszenia, uchwały, ogłoszenia i niektóre dokumenty rządowe); na przykład w "okólniku sądu" (ang. Court Circular) nadal używano pisowni „ortopædic” aż do XXI wieku.
W numizmatyce „Æ” jest używane jako skrót od „brązu” pochodzącego od łacińskiego aes (aere w ablacji „z brązu”).
W staroangielskim æ reprezentowało dźwięk pomiędzy a i e (/æ/), bardzo podobnie do krótkiego a od słowa cat w wielu dialektach współczesnego angielskiego. Jeśli samogłoski długie odróżnia się od samogłosek krótkich, wersja długa /æː/ jest oznaczona makronem (ǣ) lub rzadziej ostrym (ǽ).

### Osetyjski

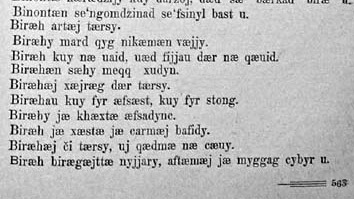
Osetyjskie pismo łacińskie; fragment strony z książki wydanej w 1935 roku

Język osetyjski używał litery æ, gdy była ona zapisywana alfabetem łacińskim od 1923 do 1938 r. Od tego czasu Osetyjczycy używali cyrylicy z identycznie wyglądającą literą (Ӕ i ӕ). Wymawia się je jako samogłoskę środkową środkową (szwa).

## Międzynarodowy alfabet fonetyczny
Symbol [æ] jest również używany w Międzynarodowym Alfabecie Fonetycznym (IPA) do oznaczenia prawie otwartej, przedniej, niezaokrąglonej samogłoski, który jest dźwiękiem najprawdopodobniej reprezentowanym przez język staroangielski. W IPA jest to zawsze pisane małymi literami. U+10783 𐞃 LITERA MODYFIKUJĄCA MAŁA AE to litera IPA w indeksie górnym.
Uralski alfabet fonetyczny (UPA) wykorzystuje cztery dodatkowe symbole związane z æ.

## Cyrylica
Litery łacińskie są często używane zamiast cyrylicy Ӕ i ӕ w tekstach cyrylicą (np. na osetyjskich stronach internetowych).

## Wpisywanie znaku
- Elementy HTML to: &AElig; i &aelig;.
- Windows: Alt+0198 lub Alt+146 dla dużej litery, Alt+0230 lub Alt+145 dla małej litery.

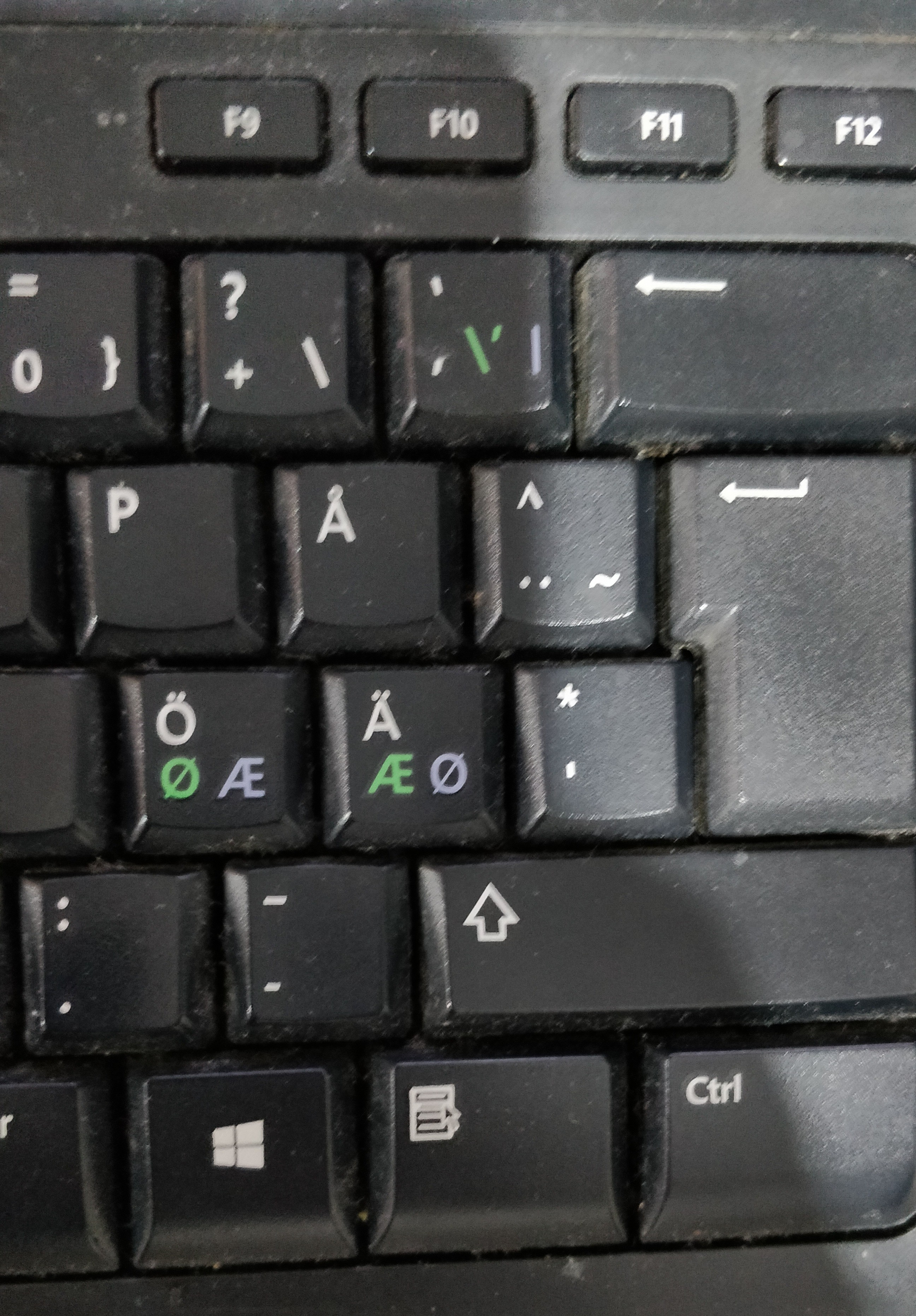
Klawiatura nordycka z klawiszami Æ i Ø. W układzie duńskim zastosowano etykiety niebieskie, a w układzie norweskim – zielone. (Białe etykiety dotyczą języka szwedzkiego i fińskiego, w których używane są Ä i Ö.)

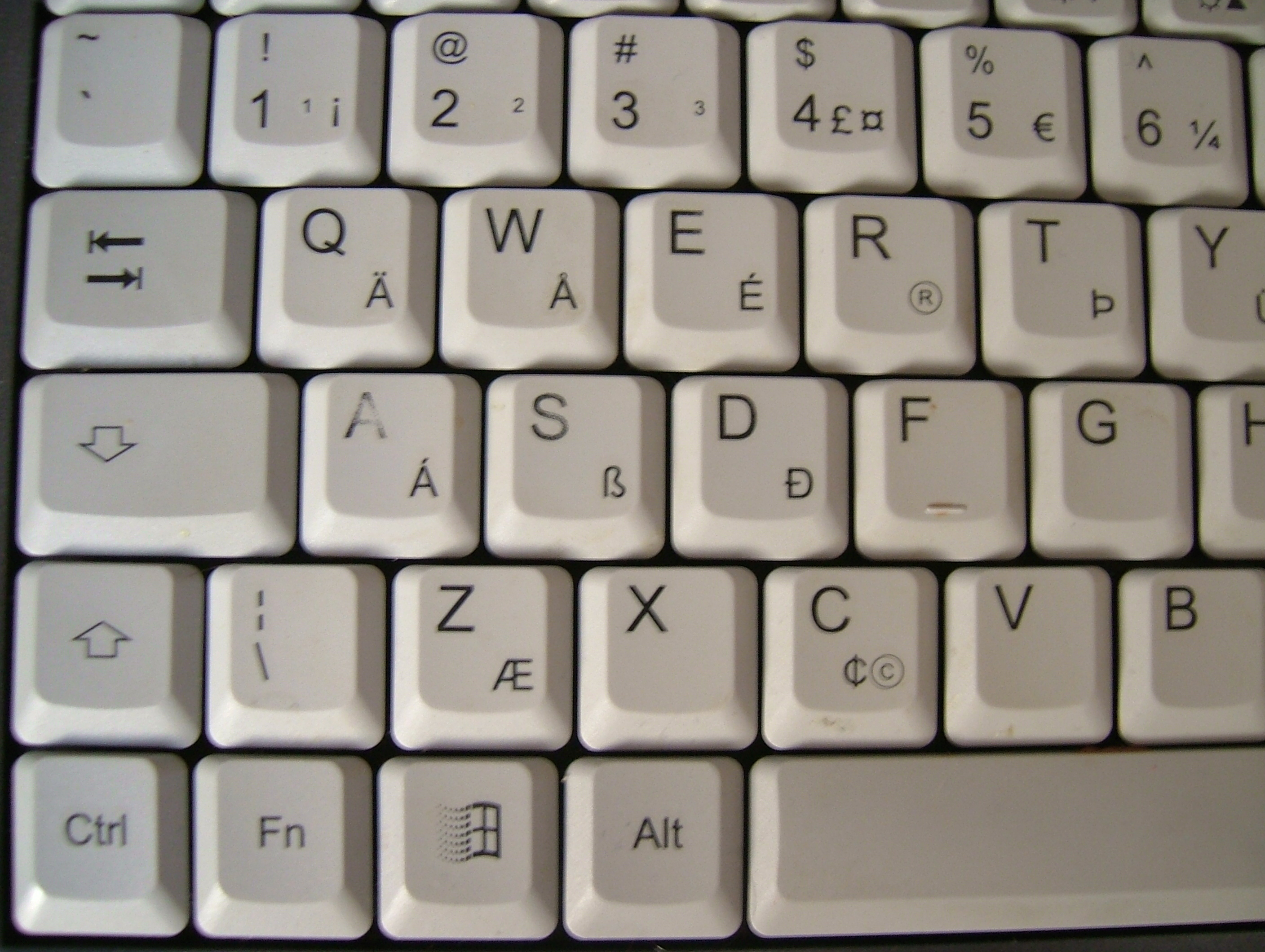
Znak Æ jest dostępny za pomocą AltGr+z na klawiaturze amerykańskiej i międzynarodowej.

- W systemie pisowni TeX litera ӕ powstaje poprzez \ae.
- Microsoft Word: Crtl+⇧ Shift+&, a następnie A lub A.
- X: klawisz komponującyAE i klaiwsz komponującyAE
- We wszystkich wersjach systemu Mac OS (systemy od 1 do 7, Mac OS 8 i 9, OS X, macOS 11 i 12 oraz bieżący system macOS 13): æ: ⌥ Option+' (apostrof), Æ: ⌥ Option+⇧ Shift+'
- Na iPhonie, iPodzie touch i iPadzie, a także telefonach z systemem operacyjnym Google Android lub Windows Mobile OS oraz na Kindle Touch i Paperwhite: przytrzymaj „A”, aż wyświetli się małe menu.
- Na amerykańskich klawiaturach Æ jest dostępny za pomocą AltGR+Z.
- Islandzki układ klawiatury ma oddzielny klawisz dla Æ (oraz dla Ð, Þ i Ö.
- Norweski układ klawiatury ma również oddzielny klawisz dla Æ, znajdujący się najbardziej na prawo od liter, na prawo od Ø i poniżej Å.
- W Vimie dwuznak to „AE” dla Æ i „ae” dla æ. (Naciśnij Ctrl-K w trybie wstawiania.)

## Unicode
- 00C6 Æ ŁACIŃSKA DUŻA LITERA AE
- 00E6 æ ŁACIŃSKA MAŁA LITERA AE
- 01E2 Ǣ ŁACIŃSKA DUŻA LITERA AE Z MAKRONEM
- 01E3 ǣ ŁACIŃSKA MAŁA LITERA AE Z MAKRONEM
- 01FC Ǽ ŁACIŃSKA DUŻA LITERA AE Z OTRYM AKCENTEM
- 01FD ǽ ŁACIŃSKA MAŁA LITERA AE Z OSTRYM AKCENTEM

- 1D01 ᴁ ŁACIŃSKA DUŻA LITERA AE W MAŁEJ FORMIE (UPA)
- 1D02 ᴂ ŁACIŃSKA MAŁA LITERA ZMIENIONA AE (UPA)
- 1D2D ᴭ DUŻA LITERA MODYFIKATORA AE (UPA)
- 1D46 ᵆ LITERA MODYFIKUJĄCA MAŁA OBRÓCONA AE
- 1DD4 ◌ᷔ ŁĄCZENIE MAŁYCH LITER ŁACIŃSKICH AE
- 10783 𐞃 LITERA MODYFIKUJĄCA MAŁA LITERA AE (IPA)